# Thibault Colard
Thibault Colard, né le 13 janvier 1992 à Fontainebleau, est un rameur français, médaillé de bronze aux Jeux olympiques d'été de 2016 en catégorie quatre sans barreur poids légers.

## Biographie
Thibault Colard est étudiant à l'INSA Lyon.
En août 2016, il participe aux Jeux olympiques en catégorie quatre sans barreur poids légers.
Il est le frère du rameur Quentin Colard.

## Palmarès

### Jeux Olympiques
| Discipline           | Rio 2016 Brésil |
| -------------------- | --------------- |
| Quatre de pointe, pl | Bronze          |

### Championnats du monde
| Discipline           | Plovdiv 2012 Bulgarie | Chungju 2013 Corée du Sud | Amsterdam 2014 Pays-Bas | Aiguebelette 2015 France |
| -------------------- | --------------------- | ------------------------- | ----------------------- | ------------------------ |
| Quatre de pointe, pl |                       |                           |                         | Bronze                   |

### Championnats d'Europe
| Discipline           | Varèse 2012 Italie | Séville 2013 Espagne | Belgrade 2014 Serbie | Poznań 2015 Pologne |
| -------------------- | ------------------ | -------------------- | -------------------- | ------------------- |
| Quatre de pointe, pl |                    |                      |                      | Argent              |

## Distinctions
- Chevalier de l'ordre national du Mérite le 1er décembre 2016[3]